# 129 Dywizja Strzelecka (ZSRR)
129 Dywizja Strzelecka (ros. 129-я стрелковая дивизия) – związek taktyczny (dywizja) Armii Czerwonej.
Sformowana w 1940 w Stalingradzie. Po niemieckiej inwazji na ZSRR 22 czerwca 1941 roku, przerzucona na front, broniła Smoleńska, Wiaźmy, Zwienigorodu. Uległa 87 DP Wermachtu.